# 공원왕후
공원왕후 홍씨(恭元王后 洪氏, 1298년 8월 25일(음력 7월 18일) ~ 1380년 2월 12일(음력 1월 6일)), 또는 명덕태후(明德太后)는 고려의 제27대 국왕인 충숙왕의 왕비이며, 충혜왕과 공민왕의 모후이다. 충선왕의 제5비인 순화원비의 동생이기도 하다.

## 생애
본관은 남양이며, 1298년(충렬왕 24년) 7월 18일, 남양부원군 홍규와 삼한국대부인 김씨의 다섯째 딸로 태어났다. 언니는 충선왕의 제5비인 순화원비이다.
1313년(충선왕 5년) 8월 충숙왕과 혼인하여 덕비(德妃)에 책봉되었다. 그녀는 입궁 전부터 총명하고 단정하였다고 소문이 났는데, 입궁 후에도 예법에 따라 행동을 신중히 하여 충숙왕의 사랑을 받았다.
1315년(충숙왕 2년)에 첫째 아들 정(禎, 충혜왕)을 낳았다.
충렬왕 이후 고려 왕들은 원나라 황실의 혼인정책으로 인해 원의 황족이나 귀족들과 강제로 결혼을 해야만 했고, 그것은 충숙왕도 예외가 아니었다. 당시 충숙왕과 가장 먼저 결혼한 부인은 공원왕후였음에도, 훗날 충숙왕과 결혼한 복국장공주나 조국장공주등이 고려 왕실에 들어오면서 홍씨는 종실 정안공의 집으로 나가서 지내야 했다.
하지만 충숙왕은 홍씨를 매우 사랑하여 매일 밤마다 궁을 나와 정안공의 집에서 거처하였는데, 이때문에 복국장공주는 당시 덕비였던 홍씨를 매우 미워했다고 한다.
1318년 8월에는 충숙왕과 홍씨, 복국장공주 등이 연경궁(延慶宮)으로 행차하여 연회를 즐겼는데, 이때 충숙왕이 홍씨만을 가까이 하자 이에 질투심을 느낀 복국장공주는 충숙왕과 싸움이 붙었고, 이는 결국 충숙왕이 복국장공주를 구타하는 사태로 번져버렸다. 결국 복국장공주는 1319년(충숙왕 3년)에 어린 나이로 급사했고, 뒤이어 1325년(충숙왕 12년)에는 조국장공주마저 산욕으로 사망하면서 충숙왕과 홍씨 사이는 더욱 깊어지게 되었다.
1330년(충숙왕 17년) 홍씨는 둘째 아들 기(祺, 공민왕)을 낳았다.
하지만 이 해 충숙왕이 왕위를 아들 정(충혜왕)에게 선위하면서, 홍씨와 충숙왕과의 사이에 조금씩 금이 가기 시작한다. 당시 신하들이 충숙왕과 홍씨를 이간질하는 말을 충숙왕이 그대로 믿어버리는 바람에, 그녀는 고향으로 추방되고 아들과의 대면도 금지되었다.
1332년(충숙왕 복위 원년) 충숙왕이 다시 복위하면서 그녀도 개경으로 돌아왔다. 이후 장남 충혜왕은 그녀를 위해 덕경부(德慶府)를 설치했고, 공민왕이 즉위하면서 그 이름을 문예부(文睿府)로 고쳤다. 이와 동시에 그녀는 대비(大妃)에 책봉되었다.
그녀는 신돈과 대립관계에 있었고, 공민왕의 급진적인 개혁정책에 대해 자주 간언을 하였다. 특히 공민왕이 개혁정책에 걸림돌이 되는 여러 신하를 죽이는 것을 보고 홍씨는 '죄없는 사람을 왜 이렇게 많이 죽이며, 왕이 어린나이도 아닌데 왜 신하에게 국정을 맡기는가'라고 간하자, 공민왕은 '어째서 모후는 나의 허물 들춰내기를 이와같이 하는가?'라고 반문하며 홍씨를 원망하였다.
그 이후로 공민왕과 홍씨는 사이가 멀어져 공민왕은 한동안 홍씨에 대한 문안인사조차도 하지 않았다. 그러다 신돈이 죽고 공민왕이 홍씨에게 숭경왕태후(崇敬王太后)의 존호를 올리며 그 관계가 가까스로 회복되었다. 그러나 공민왕이 자신의 후사를 우(禑, 우왕)로 세우려 하면서, 종실 중에 적당한 인물을 왕위에 세우려 했던 홍씨와 다시 대립관계가 형성되었다.
1365년(공민왕 14년) 왕비 노국대장공주가 죽고난 후 실의에 빠져있던 공민왕에게 '어째서 다른 비빈들은 가까이 하지 않는가?'라고 묻는 홍씨에 대해 공민왕이 '공주만한 이가 없다.' 고 하자, 홍씨는 '사람이 죽고 사는 것은 당연한 이치인데 고작 그런 일로 애통해하는가, 다른 사람이 알고 비웃을까 두렵다.'라고 한 적도 있다. 이런 식으로 그녀는 평소 공민왕에 대해 그의 허물을 자주 지적하였고, 이때문에 공민왕이 홍씨를 만나는 것을 달갑지 않게 여겼다고 기록되어 있다. 공민왕은 자신의 허물을 알고 있는 궁인이나 환관들에게 홍씨에게는 아무 말도 하지 말 것을 명령하기도 했다.
1380년(우왕 6년) 1월 6일 사망하였다. 시호는 공원(恭元)이며, 능은 영릉(令陵)이다. 공원왕후에 대한 제사는 1391년(공양왕 3년)에서야 시행되기 시작하였다.
그녀는 충숙왕과 가장 먼저 혼인한 왕비이나, 《고려사》〈열전〉후비전에는 몽고 출신 왕비 3명에 이어 4번째로 기록되어 있다.

## 가족 관계
| 고려의 왕비 | 공원왕후 홍씨 恭元王后 洪氏 | 출생                                        | 사망                                                     |
| 고려의 왕비 | 공원왕후 홍씨 恭元王后 洪氏 | 1298년 8월 25일 (음력 7월 18일) 고려 개성부 | 1380년 2월 12일 (음력 1월 6일) (81세) 고려 개성부 태후궁 |

|    |                                     | 본관 | 생몰년          | 부모                                      |
| -- | ----------------------------------- | ---- | --------------- | ----------------------------------------- |
| 부 | 홍규 洪奎                           | 남양 | 1242년 - 1316년 | 홍진 洪縉 창원군부인 최씨 昌原郡夫人 崔氏 |
| 모 | 삼한국대부인 三韓國大夫人 김씨 金氏 | 광산 | 1258년 - 1339년 | 김련 金鍊 무송 유씨 茂松 庾氏             |

| 고려 제27대 국왕 | 충숙 의효대왕 忠肅 懿孝大王 | 출생                                | 사망                                                 |
| 고려 제27대 국왕 | 충숙 의효대왕 忠肅 懿孝大王 | 1294년 7월 30일 (음력 7월 7일) 미상 | 1339년 5월 3일 (음력 3월 24일) (44세) 고려 개경 정침 |

|   |                                 | 이름                                    | 생몰년          | 배우자                                                          | 비고        |
| - | ------------------------------- | --------------------------------------- | --------------- | --------------------------------------------------------------- | ----------- |
| 1 | 충혜왕 忠惠王                   | 고려 정 禎 몽고 부다시리 寶塔實里       | 1315년 - 1344년 | 덕녕공주 德寧公主 정순숙의공주 貞順淑儀公主 희비 윤씨 禧妃 尹氏 | 제28대 국왕 |
| 2 | 공민왕 恭愍王 강릉대군 江陵大君 | 고려 전 顓 몽고 바얀 테무르 伯顔 帖木兒 | 1330년 - 1374년 | 노국대장공주 魯國大長公主 인덕태후 仁德太后                     | 제31대 국왕 |

## 공원왕후가 등장하는 작품
- 《신돈》(MBC, 2005~2006, 배우:엄유신)
- 《대풍수》(SBS, 2012~2013, 배우:김청)
- 《정도전》(KBS, 2014~2014, 배우:이덕희)

## 참고 자료
- 《고려사》〈열전〉후비전